# Marah rusbyi
Marah rusbyi är en gurkväxtart som först beskrevs av Edward Lee Greene, och fick sitt nu gällande namn av Edward Lee Greene. Marah rusbyi ingår i släktet Marah och familjen gurkväxter. Inga underarter finns listade i Catalogue of Life.